# Bahnhof Marbeck-Heiden
Marbeck-Heiden ist ein Haltepunkt und ehemaliger Bahnhof an der Eisenbahnstrecke Gelsenkirchen-Bismarck – Borken (Westf). Die Betriebsstelle befindet sich im Ortsteil Marbeck im Süden der nordrhein-westfälischen Kreisstadt Borken, nahe der Grenze zur Nachbargemeinde Heiden. Das ehemalige Empfangsgebäude steht unter Denkmalschutz.

## Lage und Aufbau

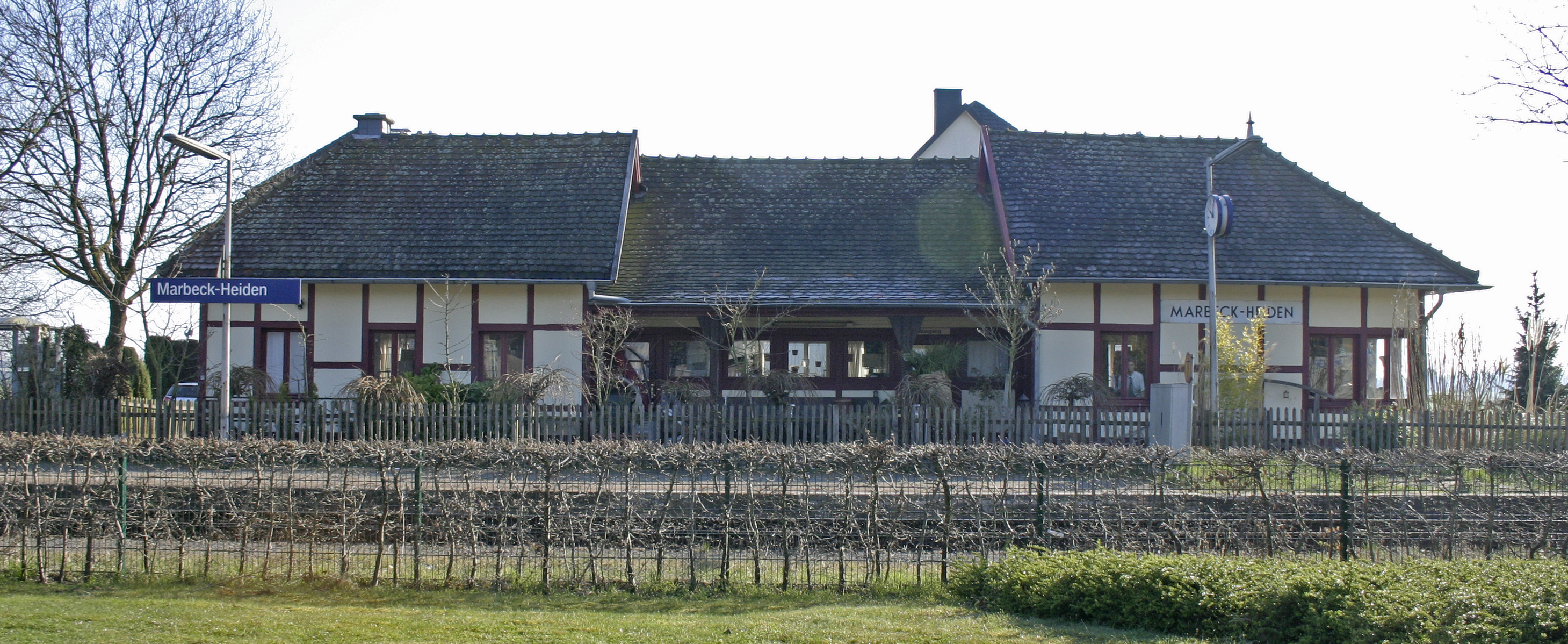
Empfangsgebäude mit Warteraum (li.) und Dienstraum/Stellwerk (re.), 2015

Die Betriebsstelle befindet sich im Streckenkilometer 36,979 der hier eingleisig verlaufenden Bahnstrecke Winterswijk–Gelsenkirchen-Bismarck (VzG-Strecke 2236). Die benachbarten Zugmeldestellen sind Rhade und Borken (Westf). Die Betriebsstelle liegt im äußeren Südwesten des Borkener Ortsteil Marbeck. Die Grenze zur Nachbargemeinde Heiden verläuft etwa 200 Meter östlich der Strecke.
Das ehemalige Empfangsgebäude steht östlich des Streckengleises. Bei dem Gebäude handelt es sich um einen eingeschossigen Fachwerkbau mit einer Grundfläche von 100 Quadratmetern. In den Räumlichkeiten waren ein Warteraum sowie ein Dienstraum des Aufsichtsbeamten untergebracht. Gleichzeitig befand sich das Befehlsstellwerk Mf (Marbeck-Heiden Fahrdienstleiter) im Gebäude. Das Stellwerk war bis 2002 in Betrieb, seit 1993 als Blockstellwerk. Am Nordkopf des Bahnhofes befand sich mit dem Stellwerk Mn (Marbeck-Heiden Nordturm) der Arbeitsplatz des Weichenwärters. Der Bau wurde nach 2005 abgerissen. Der Haltepunkt verfügt über einen 206 Meter langen und 24 Zentimeter hohen Hausbahnsteig.
Innerhalb der alten Bahnhofsgrenzen befanden sich mehrere Bahnübergänge. Südlich des Empfangsgebäudes (km 36,95) kreuzt die Engelradingstraße (L 829) die Strecke. Etwa 300 Meter nördlich befand sich ein weiterer Überweg (km 37,2), der in der Zwischenkriegszeit geschlossen wurde. Der dritte Übergang liegt an der Straße An der Ölmühle (km 37,59). Die beiden vorhandenen Bahnübergänge wurden bis mindestens 2002 von den Stellwerken aus überwacht und später durch lokführerüberwachte Anlagen mit Überwachungssignal ersetzt.

## Geschichte

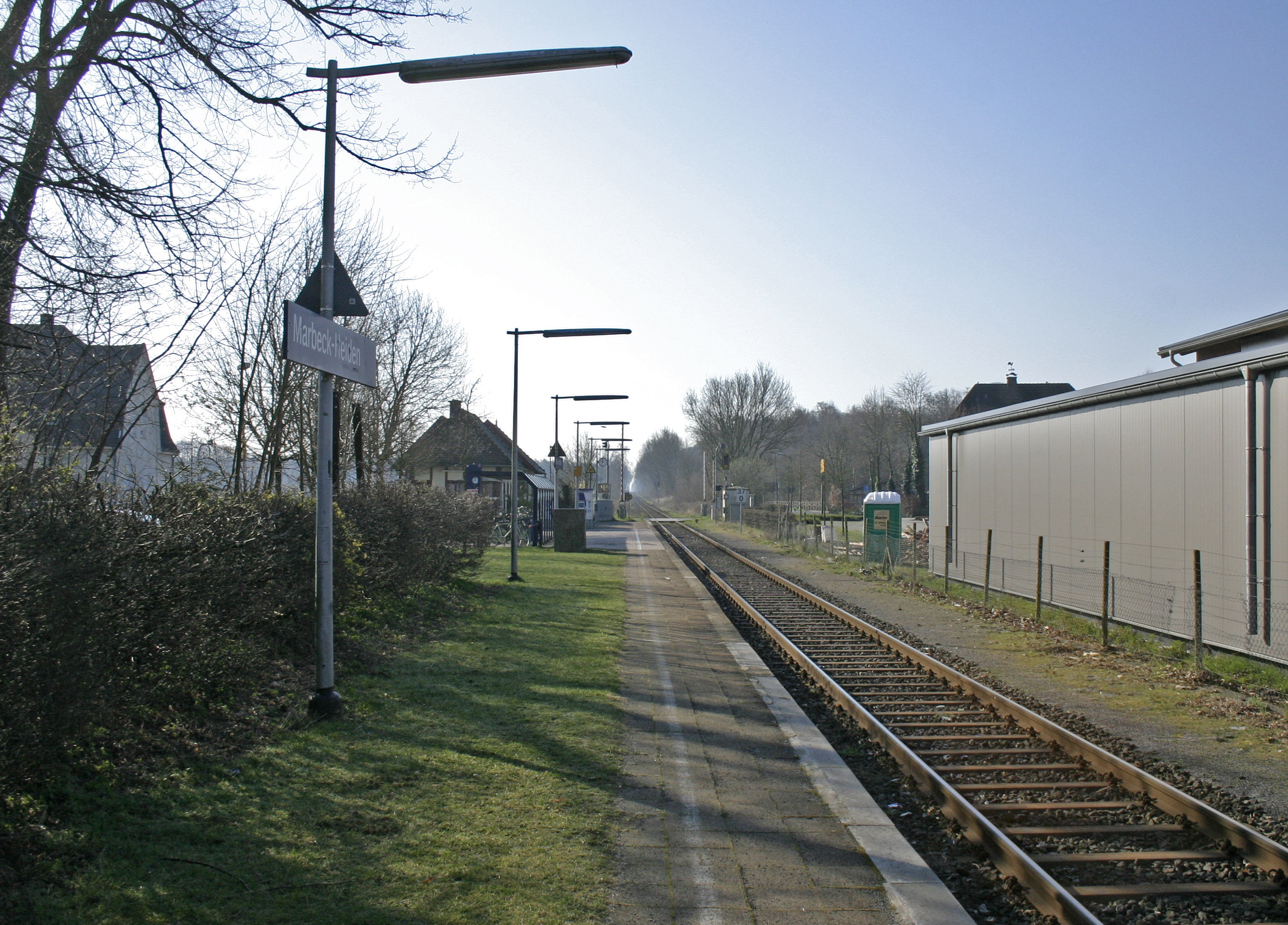
Bahnsteig, 2015

Die Betriebsstelle liegt an der 1880 von der Niederländisch-Westfälischen Eisenbahn-Gesellschaft eröffneten Hauptbahn von Gelsenkirchen-Bismarck nach Winterswijk. Ab dem 1. Juli 1889 unterstand die Strecke innerhalb des Deutschen Reichs den Preußischen Staatseisenbahnen, die zudem seit Anfang der 1880er die Betriebsführung innehatten. Um die Kapazität der eingleisigen Strecke zu erhöhen, errichtete die zuständige Königliche Eisenbahn-Direction (KED) Essen zu Beginn des 20. Jahrhunderts mehrere Betriebsbahnhöfe. 1901 entstand so die Blockstation Heiden.
Am 30. Juni 1906 wurde die Betriebsstelle für den öffentlichen Verkehr freigegeben. Östlich der Gleise ließ die KED Essen das Empfangsgebäude errichten, westlich entstand ein 100 Meter langes Stumpfgleis (Gleis 3). Wenige Jahre nach der Eröffnung wurde Gleis 3 um eine Ladestraße sowie eine Laderampe für Viehtransporte ergänzt, ebenso entstand ein Güterschuppen. Zuvor war in diesem Bereich eine Ausschachtung gelegen, aus welcher das nötige Erdreich für die Aufschüttungen des Bahnhofsgeländes bezogen wurde. In den Jahren zwischen dem Ersten und Zweiten Weltkrieg wurde Gleis 3 nach Norden bis zum Stellwerk Mn verlängert. Für die Maßnahme mussten der Bahnübergang in km 37,2 geschlossen und der Übergang in km 37,54 um 50 Meter nach Norden verlegt werden.
Infolge der Abwanderung des Güterverkehrs von der Schiene zur Straße veranlasste die Bundesbahndirektion (BD) Essen Mitte der 1960er-Jahre die Schließung der Güterabfertigung in Marbeck-Heiden. Die baulichen Anlagen blieben von der Maßnahme zunächst unberührt. Gleis 3 diente fortan als Abstellgleis für Schadwagen, Gleis 2 war weiterhin Kreuzungsgleis, konnte zuletzt aber nur mit maximal 10 km/h befahren werden. Da planmäßige Kreuzungen in Marbeck-Heiden nicht vorgesehen waren, baute die BD Essen die Gleisanlagen ab und stufte die Betriebsstelle am 6. Juni 1993 zur Blockstelle zurück. Während das Befehlsstellwerk Mf noch für die Bedienung der Blocksignale zuständig war, diente das Wärterstellwerk Mn die nächsten Jahre als Posten 37. Mit der Umstellung der beiden Bahnübergänge auf Steuerung durch den Zug (ÜS-Anlage) ab dem Jahr 2002 konnten beide Dienststellen geschlossen werden, aus der Blockstelle wurde so ein unbesetzter Haltepunkt. Das Stellwerk Mn ließ sie nach der Schließung abreißen.
Das Empfangsgebäude veräußerte die Deutsche Bahn im August 2005 an zwei Privatpersonen, die das Gebäude als Wochenendhaus nutzen wollten. Von Februar bis Juni 2006 ließen sie den denkmalgeschützten Bau für rund 50.000 Euro sanieren.

## Verkehr

### Personenverkehr
Der erste Fahrplan vom Sommer 1906 sah sieben tägliche Personenzugpaare vor, die in Marbeck-Heiden hielten. In nördlicher Richtung fuhren diese über Bahnhof Borken nach Winterswijk, Zutphen und Amsterdam, in südlicher Richtung über Dorsten und Gelsenkirchen-Bismarck nach Wanne und Essen. Bis zum Beginn des Ersten Weltkrieges stieg die Anzahl auf neun Zugpaare an. Mit Kriegsausbruch stellte die Preußische Staatsbahn den Verkehr nach den Niederlanden ein.
Nach Kriegsende fuhren 1919 die ersten internationalen Züge wieder, jedoch kam ihre Anzahl nicht über mehr als vier tägliche Zugpaare hinaus. Infolge der Ruhrbesetzung und dem daraus resultierenden Regiebetrieb gingen die Zugzahlen abermals zurück. Erst ab 1927 konnte die Deutsche Reichsbahn das Angebot wieder aufstocken. Bis zum Beginn des Zweiten Weltkrieges stieg die Zahl der Züge auf 19 Zugpaare an, zuletzt waren diese in den Ruhrschnellverkehr integriert.
Nach dem Zweiten Weltkrieg beschränkte sich der Personenverkehr auf Fahrten innerhalb Deutschlands. Neben den Personenzügen der Relation Borken – Dorsten – Wanne-Eickel setzte die Deutsche Bundesbahn in den 1950er- und 1960er-Jahren auch einzelne Eilzugpaare auf der Strecke ein. Dennoch sanken die Fahrgastzahlen zunehmend. In den 1980er-Jahren verlagerte sich der Verkehr zunehmend in Richtung Essen, bevor 1987 der letzte durchgehende Zug nach Wanne-Eickel fuhr. Mit der Umstellung führte die Bundesbahn einen reinen Stundentakt auf der Strecke ein. Südlicher Endpunkt der Züge waren wechselweise Essen und Oberhausen.
Die Bedienung erfolgte bis 2006 durch die Deutsche Bundesbahn beziehungsweise die Deutsche Bahn. Im Dezember 2006 übernahm die NordWestBahn die seit 1998 als RE14 bezeichnete Linie. Zum 1. September 2022 entschied der Transdev-Konzern ein Teilnetz der NordWestBahn als RheinRuhrBahn auszugliedern. Es besteht eine stündliche Verbindung nach Borken, Dorsten, Gladbeck, Bottrop und Essen.
| Linie | Verlauf | Takt   | Betreiber     |
| ----- | --- | ------ | ------------- |
| RE 14 | Emscher-Münsterland-Express: Borken (Westf) – Marbeck-Heiden – Rhade – Deuten – Hervest-Dorsten – Dorsten – Feldhausen – Gladbeck-Zweckel – Gladbeck West – Bottrop Hbf – Essen-Borbeck – Essen Hbf Stand: Fahrplanwechsel Dezember 2023 | 60 min | RheinRuhrBahn |

Zu jeder zweiten Stunde besteht eine Busanbindung durch den Bürgerbus B9. Dieser bringt die Fahrgäste aus Dorsten/Essen nach Heiden und fährt so zurück, dass der rückkehrende Zug ins Ruhrgebiet erreicht werden kann. Im Vor- bzw. Nachlauf dieser Verbindung fährt der B9 auch zwischen Marbeck und Zielen im Borkener Stadtgebiet.

### Güterverkehr
Für den Güterverkehr spielte vor allem der Versand landwirtschaftlicher Produkte, insbesondere von Milch, eine gewichtige Rolle. Um das aufwändige Rangieren mit den Dampflokomotiven im Bahnhof zu umgehen, stationierte die Deutsche Reichsbahn ab Mitte der 1930er Jahre eine Kleinlokomotive in Borken, die von dort aus Marbeck-Heiden als Übergabefahrt bediente. Mitte der 1960er-Jahre wurde der Güterverkehr aufgegeben und die Abfertigung geschlossen.